# Delias pulla
Delias pulla is een vlindersoort uit de familie van de Pieridae (witjes), onderfamilie Pierinae.
Delias pulla werd in 1937 beschreven door Talbot.